# Josué Sá
Josué Humberto Gonçalves Leal de Sá (sinh 17 tháng 6 năm 1992 ở Lisbon) là một cầu thủ bóng đá Bồ Đào Nha thi đấu cho câu lạc bộ Bỉ R.S.C. Anderlecht ở vị trí trung vệ.

## Thống kê sự nghiệp
Tính đến trận đấu diễn ra ngày 26 tháng 12 năm 2017
| Câu lạc bộ           | Mùa giải            | Giải vô địch                    | Giải vô địch | Giải vô địch | Cúp quốc gia | Cúp quốc gia | Cúp Liên đoàn | Cúp Liên đoàn | Khác | Khác | Tổng | Tổng |
| Câu lạc bộ           | Mùa giải            | Hạng đấu                        | Trận         | Bàn          | Trận         | Bàn          | Trận          | Bàn           | Trận | Bàn  | Trận | Bàn  |
| -------------------- | ------------------- | ------------------------------- | ------------ | ------------ | ------------ | ------------ | ------------- | ------------- | ---- | ---- | ---- | ---- |
| Chaves (mượn)        | 2011–12             | Segunda Divisão Norte           | 23           | 1            | 0            | 0            | 0             | 0             | –    | –    | 23   | 1    |
| Vitória Guimarães II | 2012–13             | Segunda Liga                    | 31           | 1            | –            | –            | –             | –             | –    | –    | 31   | 1    |
| Vitória Guimarães II | 2013–14             | Campeonato Nacional de Seniores | 9            | 1            | –            | –            | –             | –             | –    | –    | 9    | 1    |
| Vitória Guimarães II | 2014–15             | Segunda Liga                    | 8            | 0            | –            | –            | –             | –             | –    | –    | 8    | 0    |
| Vitória Guimarães II | Tổng                | Tổng                            | 48           | 2            | –            | –            | –             | –             | –    | –    | 48   | 2    |
| Vitória Guimarães    | 2012–13             | Primeira Liga                   | 3            | 0            | 0            | 0            | 0             | 0             | –    | –    | 3    | 0    |
| Vitória Guimarães    | 2013–14             | Primeira Liga                   | 4            | 0            | 0            | 0            | 1             | 0             | 1    | 0    | 6    | 0    |
| Vitória Guimarães    | 2014–15             | Primeira Liga                   | 26           | 2            | 1            | 0            | 1             | 0             | –    | –    | 28   | 2    |
| Vitória Guimarães    | 2015–16             | Primeira Liga                   | 31           | 2            | 0            | 0            | 1             | 0             | 0    | 0    | 32   | 2    |
| Vitória Guimarães    | 2016–17             | Primeira Liga                   | 30           | 1            | 5            | 0            | 1             | 0             | –    | –    | 36   | 1    |
| Vitória Guimarães    | 2017–18             | Primeira Liga                   | 3            | 0            | 0            | 0            | 0             | 0             | 1    | 0    | 4    | 0    |
| Vitória Guimarães    | Tổng                | Tổng                            | 97           | 5            | 6            | 0            | 4             | 0             | 2    | 0    | 109  | 5    |
| Anderlecht           | 2017–18             | Belgian First Division A        | 7            | 0            | 1            | 0            | –             | –             | 3    | 0    | 11   | 0    |
| Tổng cộng sự nghiệp  | Tổng cộng sự nghiệp | Tổng cộng sự nghiệp             | 175          | 8            | 7            | 0            | 4             | 0             | 5    | 0    | 191  | 8    |

1. 1 2  Số trận ở Supertaça Cândido de Oliveira
2. ↑  Appearances ở Champions League